# Citizens of Boomtown
Citizens Of Boomtown è il settimo album in studio del gruppo musicale irlandese The Boomtown Rats, pubblicato il 13 marzo 2020 per l'etichetta BMG.
Si tratta del primo disco di inediti della band dai tempi di In the Long Grass, del 1984. L'album è stato lanciato dal singolo Trash Glam Baby.

## Tracce
1. "Trash Glam Baby" – 3:52
2. "Sweet Thing" – 3:10
3. "Monster Monkeys" – 4:25
4. "She Said No" – 3:55
5. "Passing Through" – 4:35
6. "Here's a Postcard" – 3:52
7. "K.I.S.S." – 3:10
8. "Rock 'n' Roll Yé Yé" – 4:54
9. "Get a Grip" – 4:00
10. "The Boomtown Rats" – 5:20